# Sayaka Mikami
Sayaka Mikami (in giapponese 조진미?; 8 dicembre 2000) è una tuffatrice giapponese.

## Biografia
Ha vinto un argento e un bronzo ai campionati mondiali tra il 2022 e il 2025.

## Palmarès
- Mondiali

Budapest 2022: argento nel sincro 3m.
Singapore 2025: bronzo nella squadra mista.
- Giochi asiatici

Hangzhou 2023: bronzo nel trampolino 3m.